# Championnat du Mexique de football de troisième division
Le championnat du Mexique de football de troisième division, aussi appelé Liga Premier, est le troisième niveau du football professionnel mexicain. Il a été créé en 1967 et se joue sous la forme de deux tournois semestriels appelés Clausura et Apertura, anciennement connu sous les noms de Verano et Invierno.
Cette compétition a été créée sous le nom de Tercera División avant de changer et de devenir la Segunda División en 1994 puis de changer pour son nom actuel en 2008.
La Liga Premier est divisée en Série A et Série B. En Serie A, sont inscrits les clubs qui disposent de la meilleure infrastructure économique et sportive pour concourir pour la promotion et six filiales de la Liga de Expansión MX. En Serie B, ce sont les équipes en développement qui sont impliquées, c'est-à-dire celles qui ont moins d'infrastructures.

## Histoire

### La Segunda División puis la Liga Premier de Ascenso (1994-2017)
Lors du tournoi Apertura 2008, la Fédération mexicaine de football avec l'approbation des présidents des clubs de Segunda et Tercera División, décide de modifier le format de ces championnats en répartissant les équipes en deux divisions, la Liga Premier de Ascenso et la Liga de Nuevos Talentos.

### Liga Premier (depuis 2017)
En 2017, le format a été modifié, le championnat est passé à l'appellation Liga Premier, tandis que la Liga Premier de Ascenso a été transformée en Serie A et la Liga de Nuevos Talentos en Serie B.

#### Serie A de México
La Série A, anciennement connue sous le nom de Liga Premier de Ascenso est ouverte aux clubs de deuxième division qui disposent des meilleures infrastructures économiques et sportives. Elle compte 36 équipes divisées en trois groupes de 12, dont les meilleures équipes de chaque groupe se qualifient pour les éliminatoires.

#### Serie B de México
La Série B, anciennement connue sous le nom de  Liga de Nuevos Talentos de México est le championnat des équipes de la deuxième division qui disposent de moins d'infrastructures que celles de la Serie A, mais avec l'engagement de travailler pour qu'en peu de temps elles puissent aspirer à jouer en Serie A. Elle compte 16 équipes, dont les meilleures équipes se qualifient pour les play-offs. Le champion de la saison accédera à la Serie A, à condition qu'il remplisse les conditions pour concourir à la promotion. Si les équipes de cette branche parviennent à améliorer leurs infrastructures, elles peuvent être promues dans la catégorie supérieure sans remporter le championnat.

## Évolution du règlement
Le nombre d'équipes n'a pas cessé de varier au cours des saisons et des différentes promotions, rétrogradations, disparitions, invitations et liguillas promotionnelles, pour se stabiliser à 27 équipes.
Entre 1967 et 1970, le titre de champion est attribué au leader du classement général à la fin de la saison (comme dans la plupart des championnats nationaux).

### LaLiguilla
À partir de la saison 1970-71, le titre de champion est attribué lors d'un tournoi à élimination directe, familièrement connu au Mexique sous le nom de Liguilla.
Actuellement, le championnat est composé de 27 équipes divisé en deux groupes, les quatre meilleures équipes de chaque groupe sont qualifiées pour la Liguilla.
Si à la fin des treize journées des Torneos, deux équipes ont le même nombre de points, elles sont départagées grâce aux critères suivants :
- La meilleure différence de buts.
- La meilleure attaque.
- La différence de but particulière.
- Le plus grand nombre de buts marqués à l'extérieur.
- Le tirage au sort.

La Liguilla se compose ensuite de matchs aller-retour allant des quarts de finale à la finale. En cas d'égalité, c'est le classement de la saison régulière qui départage les deux équipes à l'exception de la finale où l'on peut avoir des prolongations et si nécessaire une séance de tirs au but.

## Palmarès
| Saison                 | Vainqueur                                 | Score                 | Finaliste                              | Meilleur buteur |
| Championnat Saisonnier |                                           |                       |                                        |                 |
| 1967-68                | CD Zapata (es)                            | 1-0                   | -                                      |                 |
| 1968-69                | Mastines de Naucalpan                     | 4-3                   | -                                      |                 |
| 1969-70                | San Luis FC                               | 1-1(5)-(3)            | Potros UAEM (es)                       |                 |
| 1970-71                | Lobos de Querétaro (es)                   | 1-0                   | Club Celaya (en)                       |                 |
| 1971-72                | Albinegros de Orizaba (es)                | 1-1/1-1/1-1(5-4)      | Club España                            |                 |
| 1972-73                | Estudiantes Tecos                         | 2-1                   | Reboceros de La Piedad (es)            |                 |
| 1973-74                | Club Celaya (en)                          | 4-2                   | Correcaminos UAT (en)                  |                 |
| 1974-75                | Potros UAEM (es)                          | 2-1                   | -                                      |                 |
| 1975-76                | Tuberos de Veracruz (es)                  | 3-0                   | -                                      |                 |
| 1976-77                | CD Estato de México (es)                  | 2-2(4-2)              | -                                      |                 |
| 1977-78                | CD Zamora (en)                            | 3-2                   | -                                      |                 |
| 1978-79                | Lobos de Tlaxcala (es)                    | 1-0                   | Leones de Río Blanco                   |                 |
| 1979-80                | CF Oaxtepec (en)                          | 1-0/0-0               | Águilas UPAEP (es)                     |                 |
| 1980-81                | CD Córdoba                                | 2-1/2-1(2)-(4)        | -                                      |                 |
| 1981-82                | CD Poza Rica (es)                         | 2-0/1-1               | Club Celaya (en)                       |                 |
| 1982-83                | Tecomán FC                                | 1-0/2-2               | -                                      |                 |
| 1983-84                | San Mateo Atenco FC                       | 2-0/3-2               | Universidad de Xalapa                  |                 |
| 1984-85                | Unión de Curtidores (en)                  | 4-1/2-2               | -                                      |                 |
| 1985-86                | Progreso de Cocula                        | 2-0/1-1               | -                                      |                 |
| 1986-87                | Águila Progreso Industrial (es)           | 2-1/1-2               | -                                      |                 |
| 1987-88                | Ecatepec FC (es)                          | 4-0/1-1               | -                                      |                 |
| 1988-89                | Ayense AC                                 | 1-1/3-2               | Mayas de Yucatán (es)                  |                 |
| 1989-90                | CD Zitlaltepec                            | 1-0/0-1               | Cruz Azul Hidalgo (es)                 |                 |
| 1990-91                | Club Celaya (en)                          | 4-1/1-2               | Gallos de Ciudad Juárez                |                 |
| 1991-92                | Atlético San Francisco (en)               | 0-1/2-2               | -                                      |                 |
| 1992-93                | Loros de la Universidad de Colima (es)    | 2-1                   | -                                      |                 |
| 1993-94                | Tigrillos UANL (es)                       | 0-1/1-0               | Coacalco FC                            |                 |
| 1994-95                | Cruz Azul Hidalgo (es)                    | 1-1/1-3               | CU Guadalajara                         |                 |
| 1995-96                | Tigrillos UANL (es)                       | 2-0/1-1               | CD Tapatío (es)                        |                 |
| 1996-97                | CU Guadalajara                            | 3-2/1-2               | Gallos de Aguascalientes (en)          |                 |
| 1997-98                | Gallos de Aguascalientes (en)             | 1-0/1-0(4)-(5)        | Delfines de Xalapa                     |                 |
| Championnat Semestriel |                                           |                       |                                        |                 |
| Invierno 1998          | Alacranes de Durango (es)                 | 1-1/3-2               | Potros Zitácuaro (es)                  |                 |
| Verano 1999            | Alacranes de Durango (es)                 | 1-0/1-1               | CD Marte                               |                 |
| Invierno 1999          | CF Cuautitlán (es)                        | 2-0/2-2               | CD Tapatío (es)                        |                 |
| Verano 2000            | CD Marte                                  | 1-1/1-1(5-6)          | Atlético Cihuatlán (es)                |                 |
| Invierno 2000          | Águilas de Tamaulipas (es)                | 3-2/1-4               | Potros Zitácuaro (es)                  |                 |
| Verano 2001            | Potros Zitácuaro (es)                     | 0-0/2-1               | Atlético Cihuatlán (es)                |                 |
| Invierno 2001          | Atlético Cihuatlán (es)                   | 1-0/3-0               | CD Tapatío (es)                        |                 |
| Verano 2002            | Astros de Ciudad Juárez (es)              | 2-2/4-1               | CD Tapatío (es)                        |                 |
| Apertura 2002          | Coras de Tepic (es)                       | 1-1/1-2               | Real de La Plata                       |                 |
| Clausura 2003          | Delfines de Coatzacoalcos (es)            | 0-2/2-0               | CP Tecamachalco (es)                   |                 |
| Apertura 2003          | Lobos de la BUAP                          | 1-1/3-2               | CF Cuautitlán (es)                     |                 |
| Clausura 2004          | Pachuca Juniors (es)                      | 1-0/0-1               | América Coapa                          |                 |
| Apertura 2004          | Académicos de Atlas (es)                  | 1-2/2-0               | CD Autlán (es)                         |                 |
| Clausura 2005          | Académicos de Atlas (es)                  | 1-1/1-1(8-7)          | CU Guadalajara                         |                 |
| Apertura 2005          | Delfines de Coatzacoalcos (es)            | 1-1/2-3               | Pumas Naucalpan (es)                   |                 |
| Clausura 2006          | Pegaso Anáhuac (es)                       | 0-0/2-1               | Delfines de Coatzacoalcos (es)         |                 |
| Apertura 2006          | Pachuca Juniors (es)                      | 2-2/2-4               | Tigers Coppa                           |                 |
| Clausura 2007          | Cruz Azul Jasso (es)                      | 2-0/1-3               | CF América Coppa                       |                 |
| Apertura 2007          | Pachuca Juniors (es)                      | 1-0/1-0(5)-(3)        | Tiburones Rojos de Córdoba (es)        |                 |
| Clausura 2008          | Universidad del Fútbol                    | 1-1/3-2               | Atlético Cihuatlán (es)                |                 |
| Apertura 2008          | CF Merida (en)                            | 0-1/1-0               | Loros de la Universidad de Colima (es) |                 |
| Clausura 2009          | Universidad del Fútbol                    | 3-2/1-1               | Dorados de Los Mochis (es)             |                 |
| Apertura 2009          | Universidad del Fútbol                    | 1_4/4-2               | Chivas Coppa                           |                 |
| Bicentenario 2010      | Universidad del Fútbol                    | 1-0/2-1               | Chivas Rayadas (es)                    |                 |
| Independencia 2010     | Club Celaya (en)                          | 1-1/0-2               | Tampico-Madero FC                      |                 |
| Revolución 2011        | Chivas Rayadas (es)                       | 3-2/1-2               | Bravos de Nuevo Laredo (es)            |                 |
| Apertura 2011          | Titanes de Tulancingo (es)                | 2-0/1-1               | CP Tecamachalco (es)                   |                 |
| Clausura 2012          | Titanes de Tulancingo (es)                | 3-2/1-2               | CP Tecamachalco (es)                   |                 |
| Apertura 2012          | Murciélagos FC (es)                       | 1-1/1-2               | Coras de Tepic (es)                    |                 |
| Clausura 2013          | Ballenas Galeana Morelos (es)             | 1-1/1-0               | Unión de Curtidores (es)               |                 |
| Apertura 2013          | Linces de Tlaxcala (es)                   | 3-3 Tirs au but : 8-7 | Loros de la Universidad de Colima (es) |                 |
| Clausura 2014          | Atlético Coatzacoalcos (es)               | 4-0                   | Unión de Curtidores (es)               |                 |
| Apertura 2014          | Potros UAEM (es)                          | 2–1                   | Cimarrones de Sonora                   |                 |
| Clausura 2015          | Loros de la Universidad de Colima (es)    | 3-2                   | Cruz Azul Hidalgo (es)                 |                 |
| Apertura 2015          | Universidad Autónoma del Estado de México | 1-0/0-0               | Tlaxcala FC                            |                 |
| Clausura 2016          | Tampico Madero                            | 2-0/0-0               | Murciélagos FC                         |                 |
| Apertura 2016          | Tlaxcala FC                               | 3-3/2-2 (tab 4-2)     | Irapuato                               |                 |
| Clausura 2017          | Tlaxcala FC                               | 3-0/0-1               | Irapuato                               |                 |

À partir de 2017, le championnat est restructuré en Série A et Série B.
| Saison        | Vainqueur Serie A                 | vice-champion Serie A             | Champion Serie B    |
| Apertura 2017 | Tepatitlán FC                     | Irapuato                          | Yalmakan            |
| Clausura 2018 | Universidad de Colima             | La Piedad                         | Orizaba             |
| 2018-2019     | Universidad de Colima             | Universidad Autónoma de Zacatecas | Cañoneros FC        |
| 2020-2021     | Irapuato                          | Cruz Azul Hidalgo                 | non disputé         |
| Apertura 2021 | Alacranes de Durango              | Inter Playa del Carmen            | Aguacateros         |
| Clausura 2022 | Mazorqueros FC                    | Cafetaleros de Chiapas            | Aguacateros         |
| Apertura 2022 | Universidad Autónoma de Zacatecas | Tampico Madero                    | Club Calor          |
| Clausura 2023 | Tampico Madero                    | Inter Playa del Carmen            | Alebrijes de Oaxaca |
| 2023-2024     | Tampico Madero                    | Los Cabos United                  | Aguacateros         |
| Apertura 2024 | Aguacateros de Peribán            | Irapuato                          | Santiago FC         |